# Modrá zeď mlčení
Modrá zeď mlčení (blue wall of silence), také modrý kodex (blue code) a modrý štít (blue shield) jsou termíny používané ve Spojených státech označující neformální kodex mlčení mezi policisty, který se týká neinformování o chybách, pochybeních nebo zločinech kolegů, včetně policejní brutality. Pokud by byl vyslýchaný policista dotázán na incident údajného pochybení jiného policisty (např. v průběhu úředního vyšetřování), při dodržení kodexu by křivě vypovídal tak, že by předstíral nevědomost o pochybení jiného policisty.

## Policejní korupce
Kodex je považován za příklad údajné korupce a pochybení policie. Za zkorumpované lze považovat policisty, kteří se dopouštěli diskriminačního zatýkání, fyzického nebo slovního obtěžování a selektivního vymáhání práva. Mnoho policistů, kteří se řídí kodexem, se může během své kariéry podílet na některých z těchto činů z osobních důvodů nebo za účelem ochrany či podpory kolegů policistů. Všechny tyto přestupky jsou považovány za nezákonné a jsou důvodem k pozastavení činnosti nebo okamžitému propuštění. Policisté, kteří se řídí kodexem, nemohou kvůli nepsaným zákonům své "policejní rodiny" nahlásit kolegy, kteří se podílejí na korupci.
Policejní křivá výpověď nebo "testilying" (v policejním slangu Spojených států) je případ, kdy policista u soudu vypovídá nepravdivě. Policisté, kteří u soudu nelžou, mohou být někdy zastrašováni a ostrakizováni svými kolegy. V roce 1992 podnikla Komise pro vyšetřování podezření z korupce v policii (známá také jako Mollenova komise) dvouleté vyšetřování týkající se křivé výpovědi v oblasti orgánů činných v trestním řízení. Zjistila, že někteří policisté falšovali dokumenty, jako jsou zprávy o zatčení, zatykače a důkazy, aby poskytli "krytí" pro nezákonné zatčení nebo prohlídku. Někteří policisté si také vymýšleli příběhy, když vypovídali před porotou. Komise zjistila, že policisté nelhali z chamtivosti, ale protože věřili, že vězní lidi, kteří si to zaslouží. To, aby policisté křivě svědčili, také umožnilo mnoho státních zástupců.

## Zákony
Mnoho policejních oddělení má vlastní oficiální kodex chování. Školí nové rekruty a vyšetřují policisty v případě stížnosti od nějakého občana nebo podezřelého. Existují také některé státní zákony zavedené na pomoc při ochraně občanů a podezřelých před zkorumpovanými policisty. Pokud je policista shledán vinným, mohou oběti zažalovat policisty za škody způsobené policejní brutalitou, nezákonným zatčením a uvězněním, neoprávněným stíháním a protiprávním usmrcením. Federální zákony důrazně zakazují nesprávné chování policistů, včetně policistů, kteří dodržují kodex tím, že křivě vypovídá nebo neoznámí žádného policistu, který se podílí na korupci. Pokud policista poruší některý z federálních zákonů o nesprávném chování policistů, může žalobu vydat pouze federální vláda. Policejní sbor je odpovědný pouze za prevenci korupce mezi policisty. Pokud je policista usvědčen, může být nucen zaplatit vysoké pokuty nebo být uvězněn. Aby byl žalobce odsouzen, musí prokázat, že policista postupoval podle "kodexu" nebo se podílel na nedbalém a nezákonném jednání. Často je obtížné usvědčit policistu z dodržování kodexu nebo jiných forem korupce, protože policisté jsou chráněni obranou imunity, což je výjimka z trestů a povinností, které zákon obecně ukládá soukromým občanům. Nejvyšší soud USA důsledně zastává názor, že policisté mají mít právo na pochybnosti o tom, že při plnění svých povinností jednali v souladu se zákonem, což potvrdil v rozsudku Saucier v. Katz, 533 U.S. 194 (2001).

## Případy
V roce 1970 uspořádala newyorská policie Knappovu komisi, která se zabývala rozsahem korupce v městské policii. Překvapivá svědectví policisty Franka Serpica proti kolegům nejen odhalila systémovou korupci, ale také poukázala na dlouholetou překážku vyšetřování tohoto zneužívání: bratrské porozumění mezi policisty známé pod různými názvy jako "kodex mlčení" a "modrá opona", podle nichž policisté považují svědectví proti kolegovi za zradu. V roce 1991 vznikla v Los Angeles Christopherova komise jako reakce na zbití Rodneyho Kinga čtyřmi příslušníky losangeleské policie v březnu téhož roku. V roce 1992 Mollenova komise, pověřená vyšetřováním zpráv o korupci v newyorské policii, konstatovala, že "rozšířenost kodexu mlčení je sama o sobě alarmující". Jeden z newyorských policistů prohlásil: "Kdyby se policista rozhodl na mě něco prásknout, jeho kariéra je v troskách..... Bude označen za udavače." V následujícím roce byla založena Rada pro přezkoumávání občanských stížností (Civilian Complaint Review Board), která se skládala výhradně z občanů a jejímž úkolem bylo vyšetřovat občanské stížnosti na údajná pochybení ze strany newyorské policie.
Poté Mezinárodní asociace policejních náčelníků zveřejnila kodex policejního chování a důsledně proškolila policisty. V roce 1991 byl Rodney King brutálně zbit několika policisty losangeleské policie. Očekávalo se, že policisté, kteří se na tom podíleli, se budou řídit "modrým kodexem". Tvrdili, že bití bylo v souladu se zákonem, ale teprve po zveřejnění videozáznamu incidentu se potvrdilo, že policisté si své výpovědi kolektivně vymysleli.
FBI v roce 1998 zatkla 42 policistů z pěti policejních úřadů na základě obvinění ze spiknutí za účelem distribuce kokainu. Ve zprávě pro amerického kongresmana Charlese B. Rangela z roku 1998 federální Generální účetní úřad našel důkazy o rostoucím zapojení policie do prodeje drog, krádežích drog a peněz od drogových dealerů a křivých svědectvích o nezákonných prohlídkách.

## Historie
Kodex a policejní korupce pocházejí z poloviny až konce devatenáctého století. Pinkertonova národní detektivní agentura byla známá tím, že využívala policisty k násilnému ukončení stávek. Mnozí členové Ku-klux-klanu byli policisté, kteří se navzájem chránili při provádění rasistických činů. To později vedlo ke vzniku zákona o občanských právech z roku 1964, který poskytl novou ochranu obětem, které dlouho trpěly diskriminačním postupem policie. "Kromě toho řada přelomových rozhodnutí Nejvyššího soudu v této éře dodala novou sílu jak právům na soukromí jednotlivce, tak omezením policejní moci: velmi vlivné případy vedly k posílení práv vyplývajících ze čtvrtého dodatku proti nepřiměřené prohlídce a zadržení, k důkazním pravidlům zakazujícím používat u soudu důkazy znehodnocené protiústavními policejními zásahy a k zavedení takzvaného Mirandova varování, které ukládá policistům povinnost poučit zadržené podezřelé o jejich ústavních právech." To znamená trestní postih policistů, kteří (1) neměli potřebné doklady k provedení prohlídky nebo (2) se podíleli na falšování dokumentů nebo křivé přísaze.

## Policejní kultura
Policejní kultura brání dopadení zkorumpovaných policistů. Zahrnuje soubor hodnot a pravidel, které se vyvinuly na základě zkušeností policistů a které jsou ovlivněny prostředím, v němž pracují. Do této "policejní kultury" jsou policisté uváděni od počátku své kariéry na policejních akademiích.
Během učení se práci a povinnostem se rekruti také naučí hodnotám potřebným k tomu, aby se v organizaci dostali na vyšší pozici. Některá slova používaná k popisu těchto hodnot jsou následující: smysl pro poslání, akceschopnost, cynismus, pesimismus, machismus, podezíravost, konzervatismus, izolace a solidarita. Jedinečné nároky, které jsou na policisty kladeny, jako je hrozba nebezpečí a také kontrola ze strany veřejnosti, vytvářejí pevně provázané prostředí, které napomáhá rozvoji pocitu loajality.
Tyto hodnoty údajně vedou k dodržování kodexu; izolace a solidarita vedou k tomu, že se policisté drží svého druhu a vytvářejí mentalitu my proti nim. Mentalita "my proti nim", která z toho může vyplývat, vede k tomu, že se policisté navzájem podporují a zůstávají si loajální; v některých situacích to vede k tomu, že na své kolegy "nepráskají".

## Whistleblowing
Whistleblowing (oznamování pochybení jiných policistů) není běžný. Nízký počet policistů, kteří oznamují, může souviset s tím, že se v zápalu boje dějí věci, které by si někteří policisté raději nechali pro sebe. Dalším důvodem, proč se policisté mohou zdráhat jít proti modrému kodexu, může být to, že zpochybnění modrého kodexu by znamenalo zpochybnění dlouholetých tradic a pocitu bratrství v rámci instituce. Velkou roli může hrát také strach z následků. Tyto důsledky mohou zahrnovat vyhýbání se, ztrátu přátel a zázemí, stejně jako fyzické výhrůžky nebo odhalení vlastního pochybení.
Existují také síly, které působí proti kodexu a podporují whistleblowing. Mnozí policisté skutečně vstupují do policejního sboru, protože chtějí dodržovat zákony; modrý kodex jde proti tomuto ideálu. Někteří policisté informují o pochybeních svých kolegů z méně ušlechtilých pohnutek, například aby se pomstili za špatné zacházení ze strany kolegů, aby dosáhli administrativního uznání nebo aby prokázali loajalitu k oddělení. Kromě toho jsou někteří policisté k informování získáváni vedením. Pokud má policista v popisu práce zjišťovat pochybení jiných policistů, je pravděpodobnější, že bude postupovat v rozporu s modrým kodexem. Policisté, kteří jdou proti modrému kodexu, mohou mít dohodu, aby nebyli propuštěni nebo aby získali imunitu před trestním stíháním. Je také známo, že někteří policisté porušují kodex, aby prodali příběh masmédiím.

## Úrovně kriminality
Policisté častěji kryjí určité druhy trestných činů svých kolegů. Jedna studie ukázala, že nepřiměřené použití síly je trestným činem, který se nejčastěji kryje kodexem. Dvě studie naznačují, že někteří policisté se domnívají, že kodex je použitelný v případech "nezákonné brutality nebo ohýbání pravidel s cílem ochránit kolegy před trestním řízením", ale nikoli v případech nezákonného jednání se "zištným motivem".
Případy, jako je skandál Rampart a mnoho dalších případů policejní korupce, ukazují, že kultura modrých kodexů se může rozšířit i na zakrývání jiných úrovní trestné činnosti, ať už se jedná o výdělečnou nebo nevýdělečnou trestnou činnost. Kodex byl nazván "nejúspěšnější americkou kampaní na zastavení udavačství" s odkazem na případy, kdy policie kryla přestupky svých kolegů a kdy byli oznamovatelé šikanováni, profesně sankcionováni nebo donuceni odejít do důchodu.

## Odhalení kodexu
Jednou z metod, jak minimalizovat dopady modré zdi mlčení, je odhalit ty, kteří se jí řídí. Mnoho států přijalo na policejních akademiích opatření na podporu odhalování modrého kodexu. Ve většině měst musí člověk před přijetím na akademii projít prověrkou trestní minulosti. Díky dalším prověrkám, testům na detektoru lži a psychologickým posudkům jsou některá oddělení schopna lépe vybírat osoby, u nichž je menší pravděpodobnost, že budou souhlasit s protiprávním jednáním. V těchto odděleních jsou policisté vystaveni základnímu výcvikovému programu, který je poučuje o etickém chování; v některých případech je toto poučení každoročně posilováno na seminářích a kurzech.
Ve Spojených státech proběhlo několik kampaní proti modrému kodexu mlčení nebo za jeho zviditelnění na veřejnosti. Jednou z prvních takových kampaní byla Knappova komise v New Yorku (oficiálně známá jako Komise pro vyšetřování údajné korupce v policii), kterou v roce 1970 vedl starosta John V. Lindsay. Více než 20 let po Knappově komisi byla v roce 1992 newyorským starostou Davidem Dinkinsem zřízena Mollenova komise, která měla prošetřit povahu a rozsah korupce v newyorské policii NYPD a doporučit změny ke zlepšení těchto postupů. Tato a další vyšetřování odhalila podrobnosti o vnitřním fungování newyorské policie.